# Chavagnac (Dordogne)
Chavagnac is een plaats en voormalige gemeente in het Franse departement Dordogne (regio Nouvelle-Aquitaine) en telt 311 inwoners (2005). De plaats maakt deel uit van het arrondissement Sarlat-la-Canéda.

## Geschiedenis
Chavagnac is op 1 januari 2017 gefuseerd met de gemeente Grèzes tot de gemeente Les Coteaux Périgourdins. 

## Geografie
De oppervlakte van Chavagnac bedraagt 13,7 km², de bevolkingsdichtheid is 22,7 inwoners per km².
De onderstaande kaart toont de ligging van Chavagnac (Dordogne) met de belangrijkste infrastructuur en aangrenzende gemeenten.

## Demografie
Onderstaande figuur toont het verloop van het inwonertal.

## Geboren
- Philippe de Bosredon du Pont (1827-1906), hoog ambtenaar
- Jean Baptiste Alexandre de Bosredon (1831-1903), politicus

## Overleden
- Jean Baptiste Alexandre de Bosredon (1831-1903), politicus